# Ramón Vargas-Machuca
Ramón Arturo Vargas-Machuca Ortega (Medina Sidonia, 1948) es un filósofo, político y profesor universitario español.

## Biografía
Formado en su infancia y adolescencia en Jerez de la Frontera y en el seminario de Cádiz, comenzó sus estudios de Filosofía y Letras en la Universidad Pontificia de Salamanca, finalizándolos en universidad pública salmantina, donde se doctoró en 1980 con la tesis Ideología, Ciencia y Filosofía en la obra de Antonio Gramsci.
Aunque en sus inicios se volcó hacia los movimientos cristianos de base opuestos a la dictadura franquista, más tarde se decantó por un marxismo de corte socialista democrático. Se incorporó al Partido Socialista Obrero Español en 1974, cuando la formación era todavía clandestina, encontrándose entonces en Cádiz como profesor de Historia de Filosofía en su universidad. También fue activo militante de la Unión General de Trabajadores.
En su actividad política durante y después de la transición fue miembro del Comité Federal del PSOE de 1976 a 1997, Diputado al Congreso de los Diputados por la provincia de Cádiz desde la Legislatura Constituyente (1977 - 1979) hasta junio de 1993. Fue Secretario Primero de la Mesa del Congreso de 1986 a 1993.
Después de abandonar la política activa, fue profesor investigador en la Universidad de Yale, y estuvo en Chile, en el Instituto Universitario Europeo de Florencia y el Instittuto Gramsci de Roma, en Italia. En 2001 obtuvo la Cátedra de Filosofía Política de la Facultad de Filosofía y Letras de la Universidad de Cádiz.
Es colaborador habitual del diario El País, Diario de Cádiz y la cadena SER. Además de en revistas de pensamiento como Temas, dirigida por Alfonso Guerra, Claves de Razón Práctica y la Revista Leviatán. Miembro de la Fundación Pablo Iglesias.
De conjunto de su obra destacan El poder moral de la razón. La filosofía de Gramsci, (Tecnos, Madrid, 1982), fruto de su tesis doctoral;  La utopía racional, junto a Miguel Ángel Quintanilla, Premio Espasa de Ensayo en 1989; Concepciones de la ética, VV.AA. (1992) y La democracia post-liberal, Edit. Sistema (1996).
Está casado con Josefina Junquera Coca, la cual también es militante del Partido Socialista Obrero Español, y fue concejala del ayuntamiento de Cádiz.